# Вплив тютюну на здоров'я

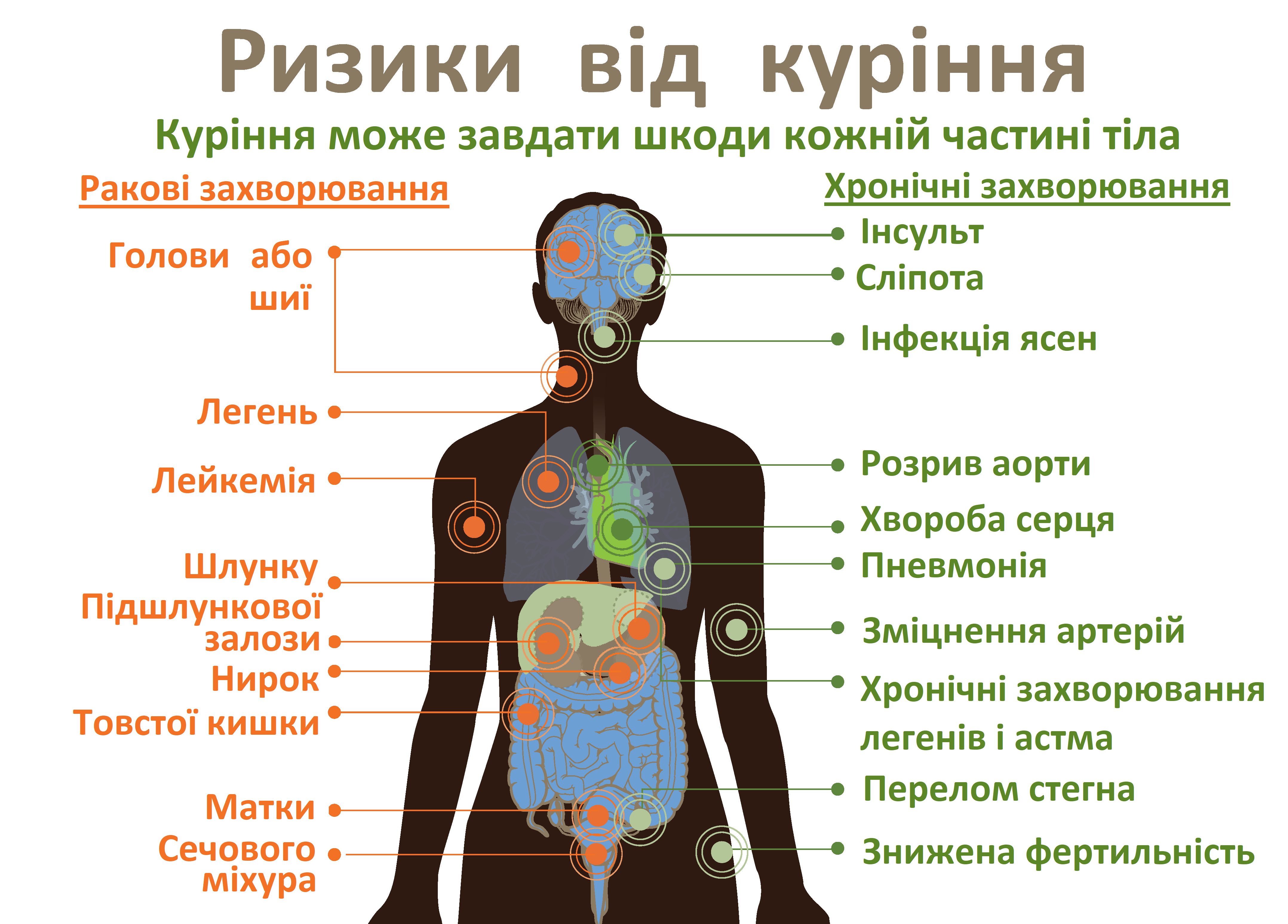
Діаграма людського тіла, на якій показано ракові та хронічні захворювання, спричинені курінням

Тютюнові вироби, особливо при курінні або пероральному вживанні, негативно впливають на здоров'я людини. Занепокоєння щодо цих наслідків існує протягом тривалого часу у різноманітних верствах суспільства. Дослідження впливу зосереджено насамперед на курінні сигарет.
Тютюновий дим містить понад 70 хімічних речовин, які викликають рак. Він також містить нікотин, який є психоактивним наркотиком, що викликає сильну фізичну та психологічну залежність. Сигарети, які продаються в слаборозвинутих країнах, як правило, мають високий вміст смол і менше фільтрування, що потенційно підвищує вразливість до захворювань, пов'язаних з курінням тютюну в цих регіонах.
За даними Всесвітньої організації охорони здоров'я (ВООЗ), «вживання тютюну (куріння та оральне) є найбільшою причиною смерті, якій можна запобігти, у всьому світі». Майже половина людей, які курять або вживають цю речовину перорально, помирають від ускладнень, пов'язаних із ним. За оцінками ВООЗ, щороку близько 6 мільйонів (приблизно 10 % усіх смертей) людей помирають від причин, пов'язаних з тютюном. Також вмирають 600 000 некурців через пасивне куріння. У 20 столітті це стало причиною 100 мільйонів смертей.
Центри з контролю та профілактики захворювань у США США стверджують, що куріння тютюну та пероральне вживання тютюну є «єдиний найважливіший ризик для здоров'я людини в розвинених країнах, якому можна запобігти, і важливу причину передчасної смерті в усьому світі». У 2019 році в США кількість передчасних смертей від вживання тютюну перевищила число працівників, зайнятих в тютюновій промисловості у відношенні 4:1. Як стверджує The New England Journal of Medicine, куріння вб'є близько 1 мільярда людей у 21-му столітті, якщо нинішні моделі куріння збережуться.
На сьогодні Китай та Індія мають найбільше населення у світі, що курить тютюн. Індія має найбільше населення, що жує тютюн. Щогодини в Індії через жування та паління тютюну помирають 154 людини.
Вживання тютюну найчастіше призводить до захворювань серця, печінки та легенів. Куріння є основним фактором ризику таких інфекцій, як пневмонія, інфаркти, інсульти, хронічна обструктивна хвороба легень (включаючи емфізему легенів і хронічний бронхіт). Через вживання тютюну також люди хворіють множинними видами раку (зокрема, рак легенів, рак гортані та порожнини рота, рак сечового міхура та рак підшлункової залози). Це також викликає захворювання периферичних артерій і високий кров'яний тиск. Частота еректильної дисфункції приблизно на 85 відсотків вища у чоловіків-курців порівняно з некурцями.
Захворювання залежать від кількості років, протягом яких людина курить, і від того, скільки вона курить. Початок куріння в ранньому віці та куріння сигарет з високим вмістом смоли підвищує ризик цих захворювань.
Ще з середини минулого століття, доведено, що тютюновий дим у навколишньому середовищі або пасивний дим негативно впливає на здоров'я людей різного віку. Вживання тютюну є суттєвим фактором викиднів серед вагітних жінок-курців, а також сприяє низці інших проблем: здоров'я плоду, передчасні пологи, низька вага при народженні. Також куріння під час вагітності збільшує в 1,4-3 рази ймовірність синдрому раптової дитячої смерті.
Починаючи з 2017 року вже 102 країни повністю реалізували один або більше заходів MPOWER щодо контролю за споживанням тютюну (куріння) за допомогою обмежень щодо використання та продажу, а також попереджувальних повідомлень, надрукованих на упаковці. Крім того, були прийняті закони про заборону куріння в громадських та робочих місцях, щоб зменшити вплив пасивного диму. Також були введені податки на тютюн, які підвищують ціни на тютюнові вироби.
У 1930-х роках публікувалися все більш переконливі дані спостережень.
На початку 1950-х років дослідниками зі США та Великобританії.чітко показали, що курці вмирають швидше та мають більшу ймовірність померти від раку легенів і серцево-судинних захворювань. Ці результати вперше були широко визнані медичною спільнотою та оприлюднені серед широкої громадськості в середині 1960-х років.
Хоча тютюн можна вживати або курінням, або іншими бездимними способами, наприклад жуванням, Всесвітня організація охорони здоров'я (ВООЗ) збирає дані лише про куріння тютюну. Таким чином, паління досліджувалося більш детально, ніж будь-яка інша форма споживання тютюну.

## Історія
У рукописах Тімбукту було попередження про шкідливий вплив куріння тютюну.
Напочатку 17 століття король Англії Яків I стверджував, що куріння тютюну є: «…огидним для очей, ненависним для носа, шкідливим для мозку, небезпечним для легенів...». Наприкінці 1700-х і в 1800-х роках ідея про те, що вживання тютюну спричиняє деякі захворювання, зокрема рак ротової порожнини, спочатку була широко прийнята медичною спільнотою. Після досліджень, проведених у 1700-х роках, паління люльки поступово стало загальновизнаною причиною раку ротової порожнини. Але у наприкінці 19 століття автоматизація на тютюнових фабриках різко знизила вартість сигарет. Сигаретні компанії значно збільшили свій маркетинг та використання сигарет збільшилось.
Починаючи з 1890-х років, регулярно повідомлялося про зв'язок вживання тютюну з раком і судинними захворюваннями. До Першої світової війни рак легенів вважався рідкісним захворюванням, яке більшість лікарів ніколи не бачили б протягом своєї кар'єри. Однак із післявоєнним зростанням популярності куріння сигарет прийшла епідемія раку легенів. Наприклад, за підрахунками, «від 35 до 79 % смертей ветеранів через серцеві захворювання та рак легенів пов'язано з курінням військових».
У 1912 році американський доктор Ісаак Адлер першим твердо припустив, що рак легенів пов'язаний з курінням. У 1924 році економіст Ірвінг Фішер написав статтю проти куріння для Reader's Digest, в якій говорилося, що «…тютюн знижує весь тонус організму і знижує його життєву силу і опірність…тютюн діє як наркотична отрута, як опіум, і як алкоголь, хоча зазвичай у меншій кількості». У 1930 році Фріц Лікінт у Німеччині, опублікував метааналіз, у якому цитувалося 167 інших робіт, в яких було пов'язано вживання тютюну з раком легенів. Лікінт стверджував, що куріння тютюну є найкращим способом пояснити той факт, що рак легенів вражає чоловіків у чотири-п'ять разів частіше, ніж жінок (оскільки жінки курять набагато менше), Також він обговорив причинно-наслідковий вплив куріння на рак печінки і сечового міхура.
Протягом 1930-х років було опубліковано більше доказів спостережень, а в 1938 році Science опублікував статтю про вплив куріння на здоров'я. Було показано криву виживання на основі записів сімейної історії, які зберігаються в Школі гігієни та громадської охорони здоров'я Джона Гопкінса. Однак результат було проігноровано.
Зв'язок між курінням тютюну та серцевими нападами вперше був згаданий у 1930 році. А через 10 років велике дослідження типу «випадок-контроль» також виявило цей зв'язок, але не говорило нічого про причину на тій підставі, що такий висновок викликав би суперечки, а лікарі ще не були до нього готові.
Офіційна ворожість до вживання тютюну була широко поширена в нацистській Німеччині, де в 1939 і 1943 роках були опубліковані дослідження типу випадок-контроль. Асоціація досліджень боротьби з курінням і заходів громадського здоров'я з нацистським керівництвом могла сприяти недостатній увазі до цих досліджень. Вони також були опубліковані німецькою та голландською мовами.
У 1947 році Британська медична рада провела конференцію, щоб обговорити причину зростання смертності від раку легенів; не знаючи про німецькі дослідження, вони спланували й розпочали власні.
П'ять досліджень випадок-контроль, опублікованих у 1950 році дослідниками зі США та Великобританії, привернули широку увагу. Найсильніші результати мали дослідження «Куріння та карцинома легенів. Попередній звіт» та «Куріння тютюну як можливий етіологічний фактор бронхіогенної карциноми: дослідження шестисот вісімдесяти чотирьох доведених випадків». Ці два дослідження були найбільшими та єдиними, які старанно виключали з групи ризику колишніх курців із групи некурящих. Інші три дослідження також повідомили, що «куріння було значною мірою причетне до виникнення раку легенів». Газета «Долл енд Хілл» повідомляла, що «завзяті курці в п'ятдесят разів частіше хворіють на рак легенів, ніж некурящі».
Подальші великі проспективні когортні дослідження на початку 1950-х років чітко показали, що курці вмирають швидше та мають більшу ймовірність померти від раку легенів, серцево-судинних захворювань та переліку інших захворювань, які подовжувалися в міру продовження досліджень.
В Лондоні в 1951 році близько 40 000 лікарів почали довгострокове дослідження. До 1954 року дані про смерть за три роки дали підстави для урядових рекомендації про зв'язок між курінням і раком легенів. Дослідження британських лікарів показало, що близько половини постійних курців сигарет, які народилися в 1900—1909 роках, померли через куріння.
У 1953 році вчені з Меморіального онкологічного центру в Нью-Йорку продемонстрували, що сигаретна смола, що нанесена на шкіру мишей, викликає смертельний рак. Ця робота привернула велику увагу ЗМІ; Нью-Йорк таймс і Life висвітлювали це питання. Видання Reader's Digest опублікувало статтю під назвою «Рак у коробці».
11 січня 1964 року була опублікована доповідь Генерального хірурга США про куріння та здоров'я. Це призвело до того, що була заборона на певну рекламу, мільйони американських курців кинули палити, а спільнота вимагала розміщення попереджувальних етикеток на тютюнових виробах.
Ці результати вперше були широко визнані медичною спільнотою та оприлюднені серед широкої громадськості тільки в середині 1960-х років. Опір медичних фахівців пояснюється упередженістю лікарів, залежних від нікотину, новизною адаптацій, необхідних для застосування епідеміологічних методів і евристик до неінфекційних захворювань, а також тиском тютюнової промисловості.
Вплив куріння на здоров'я був важливим для розвитку науки епідеміології. Оскільки механізм канцерогенності є радіоміметичним або радіологічним, ефекти стохастичні. Чітко стверджувати можна лише про відносну підвищену чи знижену ймовірність захворювання. Для конкретної людини неможливо остаточно довести прямий причинно-наслідковий зв'язок між впливом радіоміметичної отрути, такої як тютюновий дим, і раком, який слідує; такі заяви можна робити лише на рівні сукупності населення. Сигаретні компанії скористалися цим філософським запереченням і використали сумніви клініцистів, які розглядають лише окремі випадки, щодо причинно-наслідкового зв'язку в стохастичному вираженні токсичності як реальної хвороби.
Тютюнові компанії США спільно створили організацію для вивчення проблем куріння та здоров'я в середині 1950-х років, а британські тютюнові компанії створили подібну групу в Англії. Було багато судових позовів проти тютюнових компаній за те, що вони досліджували вплив куріння на здоров'я, але потім приховали результати або відформатували їх, щоб означати зменшення або відсутність небезпеки.
Рамкова конвенція Всесвітньої організації охорони здоров'я з боротьби з тютюном (РКБТ) була створена у 2003 році. Його підписали 176 зі 193 країн-членів ВООЗ, Першою державою у світі, яка ввела повну заборону куріння у громадських місцях, стала Ірландія (2004 р). Після того, як у березні 2006 року в Шотландії було введено заборону на куріння у всіх закритих громадських місцях, відбулося скорочення на 17 відсотків при госпіталізації з приводу гострого коронарного синдрому. 67 % зниження припало на некурців.
Багато урядових постанов було прийнято для захисту громадян від шкоди, спричиненої тютюновим димом у громадському середовищі. «Закон про дітей 2001 року» забороняє палити в будь-якому закладі, який надає медичне обслуговування, денний догляд, бібліотечні послуги або початкову та середню освіту для дітей у США. 23 травня 2011 року Нью-Йорк ввів заборону на куріння в усіх парках, на пляжах і пішохідних торгових центрах, намагаючись усунути загрозу для цивільного населення через тютюновий дим.

### Фінансування наукових досліджень
Починаючи з 1998 року, за наказом Генеральної мирової угоди  в Сполучених Штатах, було опубліковано документи, які належали тютюновим компаніям.. Експерти Всесвітньої організації охорони здоров'я склали з них звіт, опублікований у липні 2000 року, який показував, як тютюнові компанії таємно оплачували дослідження вчених. Метою цього було бажання перешкоджати реалізації політики контролю над виробництвом тютюнової продукції.
Коли були опубліковані перші дослідження, що виявляють шкідливий вплив тютюну на здоров'я, тютюнова промисловість у 1950-х роках вирішила заперечувати щодо небезпеки тютюну, хоча вони знали про вплив куріння та пасивного куріння на здоров'я людини.
Виробники тютюнової продукції з 1960-х років вирішують фінансувати великі академічні установи і відомих вчених тютюновою промисловістю, а також деяких вчених, які працюють в державній політиці та судових процесах проти тютюнових компаній. Наприклад, протягом кількох десятиліть професор Рагнар Райландер публікував роботу, яка применшувала небезпеку пасивного куріння за таємну оплату від Philip Morris.

## Вплив куріння на здоров'я

Фахівці з психіатрії, хімії, фармакології, судової медицини, епідеміології, поліції та юридичних служб займаються дельфічним аналізом 20 популярних рекреаційних наркотиків. Тютюн займає 3 місце за залежністю, 14 місце за фізичною шкодою та 12 місце за соціальною шкодою.

Куріння найчастіше призводить до захворювань, що вражають серце і легені, і зазвичай вражає такі області, як руки або ноги. Перші ознаки проблем зі здоров'ям, пов'язаних з курінням, часто проявляються як оніміння кінцівок. Куріння є основним фактором ризику серцевих нападів, хронічної обструктивної хвороби легень , емфіземи та раку, зокрема раку легенів, раку гортані та раку ротової порожнини та рак підшлункової залози. Загальна очікувана тривалість життя курців також скорочується, за оцінками, коливається від 10 до 17,9 років менше, ніж у некурців. Близько половини курців-чоловіків із тривалим стажем помирають від хвороб, спричинених курінням. Вплив куріння з раком легенів є найсильнішим як у суспільному сприйнятті, так і етіологічно. Серед чоловіків-курців ризик розвитку раку легенів протягом життя становить 17,2 %; серед жінок-курців ризик становить 11,6 %. Цей ризик значно нижчий у некурців: 1,3 % у чоловіків і 1,4 % у жінок.
Підвищений ризик захворіти людиною раком легенів пов'язаний з тривалістю часу, протягом якого людина продовжує палити, а також кількістю викурених сигарет. Однак навіть викурювання однієї сигарети на день підвищує ризик ішемічної хвороби серця приблизно на 50 % і більше, а ймовірність інсульту приблизно на 30 %.
За оцінками, кожна викурена сигарета скорочує життя в середньому на 11 хвилин, хоча це може дещо відрізнятися залежно від вмісту та марки. Куріння так званих «легких» сигарет не зменшує ризик.
Якщо людина кидає палити, то шанси захворіти раком легенів поступово зменшуються в міру усунення шкоди, завданої його організму. Через рік після припинення палити ризик захворіти серцево-судинними захворюваннями вдвічі менший, ніж у тих, хто продовжує курити. Ризик куріння для здоров'я неоднаковий для всіх курців. Ризики різняться залежно від кількості викуреного тютюну, причому ті, хто курить більше, піддаються більшому ризику.

### Смертність

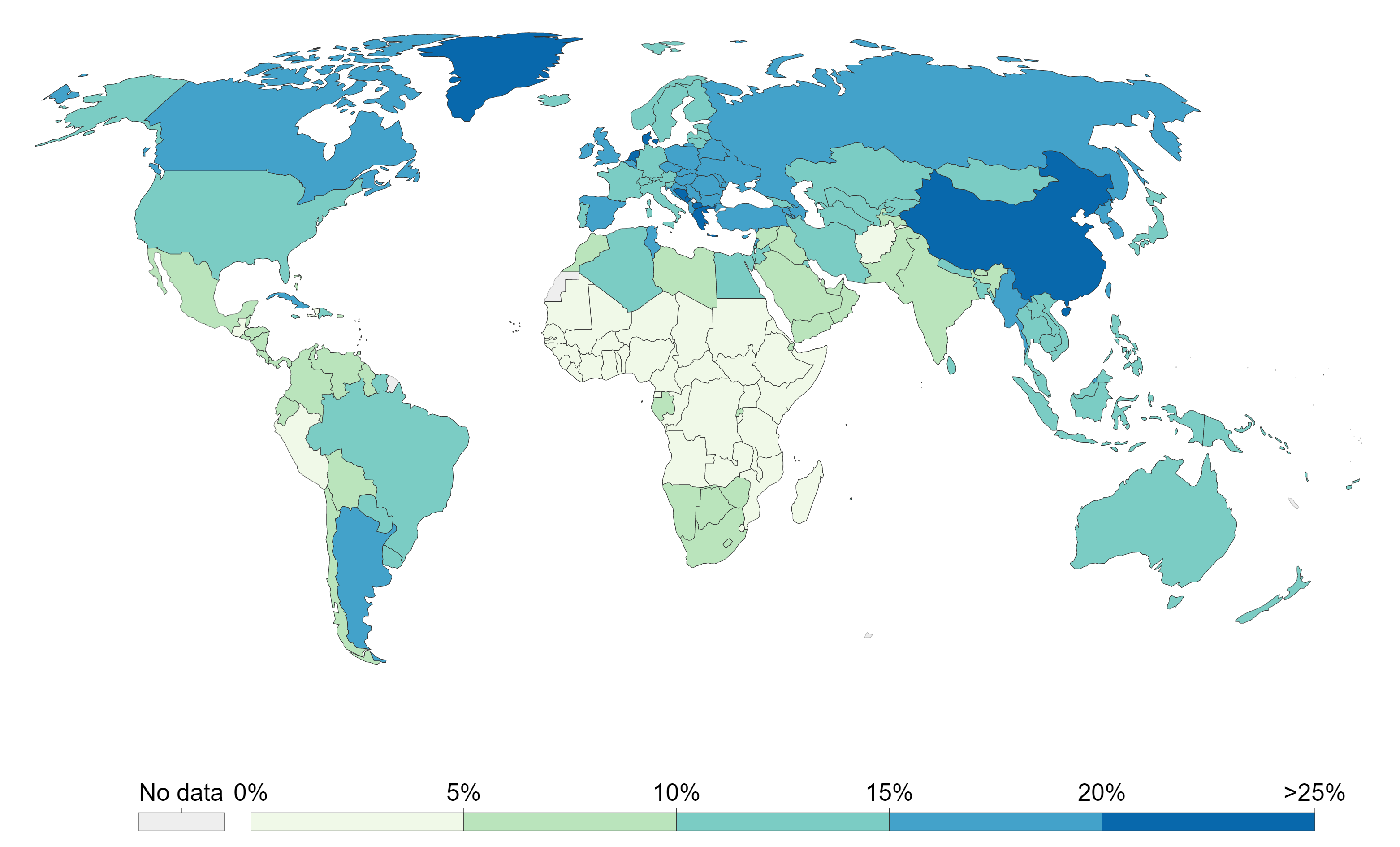
Частка смертей від куріння, 2017
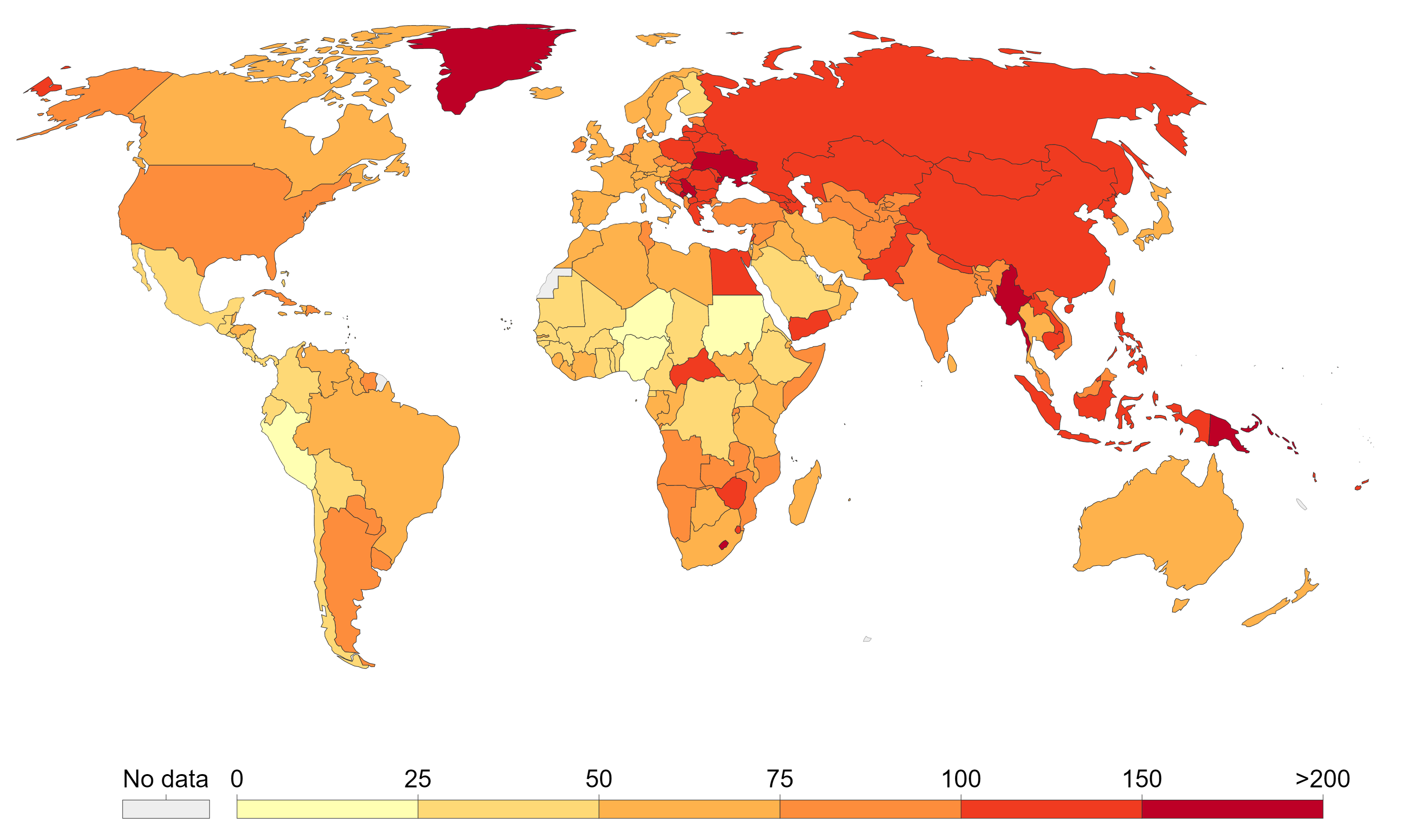
Кількість смертей, пов'язаних з палінням, на 100 000 осіб у 2017

Куріння є причиною близько 5 мільйонів смертей на рік. Це робить його найпоширенішою причиною ранньої смерті, якій можна запобігти. Одне дослідження показало, що чоловіки та жінки, які курять, втрачають у середньому 13,2 та 14,5 років життя відповідно. Принаймні половина всіх курців, які курять протягом усього життя, рано помирає внаслідок куріння. У курців утричі більше шансів померти у віці до 60 або 70 років, ніж у некурців.
У Сполучених Штатах куріння сигарет і вплив тютюнового диму є причиною смерті приблизно кожного п'ятого щорічно. Якщо розрахувати, то у всьому світі це дорівнює кількості загиблих при аварії одного реактивного літаку щогодини.
В США ризик померти від раку легенів до 85 років становить 22,1 % для чоловіків-курців і 11,9 % для жінок-курців за відсутності конкуруючих причин смерті. Відповідні оцінки для тих, хто все життя не курить, становлять 1,1 % ймовірність померти від раку легенів до 85 років для чоловіка європейського походження та 0,8 % для жінки.
За оцінками ВООЗ, на мільйон викурених сигарет припадає від 1 до 1,4 смерті. У Франції куріння стало причиною смерті 75 000 людей у 2015 році, або кожної восьмої смерті в країні. У Бельгії куріння щороку вбиває приблизно 18 600 бельгійців.

### Рак

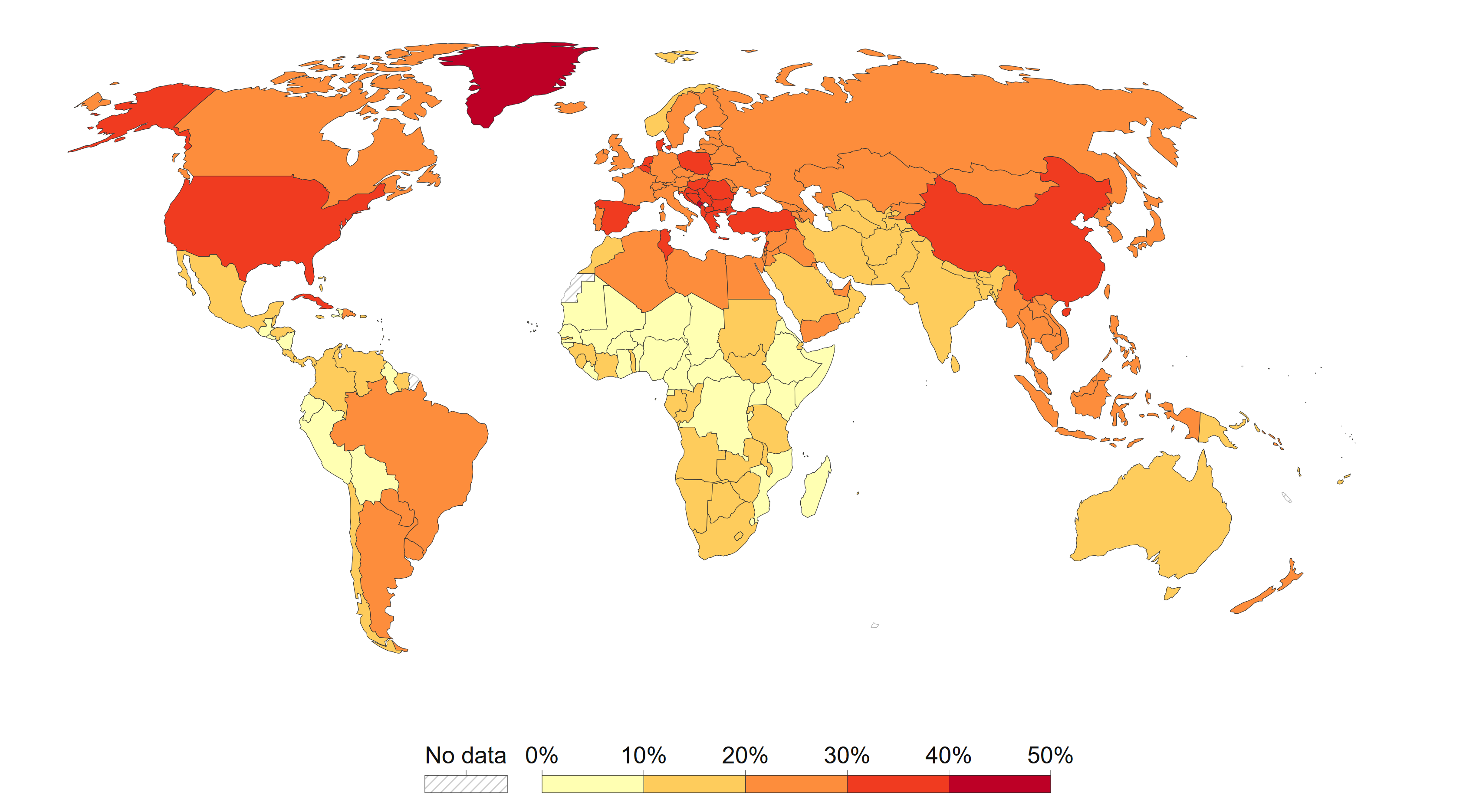
Частка смертей від раку через куріння в 2016 році

Основні ризики вживання тютюну включають багато форм раку, зокрема рак легенів, рак нирок, рак гортані та голови та шиї, рак сечового міхура, рак стравоходу, рак підшлункової залози і рак шлунка. Дослідження встановили міцний зв'язок між курінням, у тому числі пасивним, та раком шийки матки у жінок. Існують деякі докази, які свідчать про незначне підвищення ризику мієлоїдної лейкемії, плоскоклітинного раку навколоносових пазух, раку печінки, колоректального раку, раку жовчного міхура, надниркових залоз, тонкої кишки та різних видів раку у дітей. Можливий зв'язок між раком молочної залози та курінням досі залишається невизначеним. 
До 90 % діагнозів раку легенів (усіх підтипів) пов'язано з курінням тютюну. Ризик розвитку раку легенів зростає зі стажем куріння та кількістю викурених сигарет на день. Дрібноклітинний рак легень майже 100 % випадків пов'язана у курців. Ця форма раку була ідентифікована з аутокринними петлями росту, активацією протоонкогенів та інгібуванням антионкогенів Дрібноклітинна карцинома може виникати з ентерохромафінних клітин, розташованих у бронхах.

### Вплив на легені

Оскільки встановлення причинно-наслідкового зв'язку за допомогою експериментальних випробувань було неможливим через етичні обмеження, було проведено тривале дослідження, щоб встановити міцний зв'язок, необхідний для прийняття законодавчих заходів проти куріння тютюну.

Вважається, що при курінні тривалий вплив сполук, що містяться в димі (наприклад, окису вуглецю та ціаніду), є відповідальним за пошкодження легенів і втрату еластичності альвеол, що призводить до емфіземи та хронічного обструктивного захворювання легень (ХОЗЛ). ХОЗЛ, спричинений курінням, — це постійне, невиліковне (часто термінальне) зниження легеневої ємності, що характеризується задишкою, хрипами, постійним кашлем з мокротою та ураженням легенів. Канцероген акролеїн та його похідні також сприяють хронічному запаленню при ХОЗЛ.

### Серцево-судинне захворювання

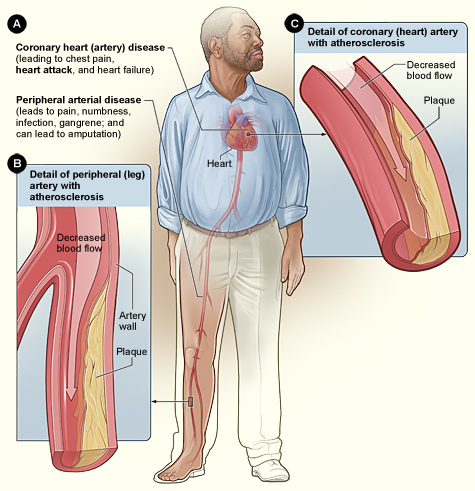
Куріння може спричинити атеросклероз, що призводить до ішемічної хвороби серця та хвороби периферичних артерій.

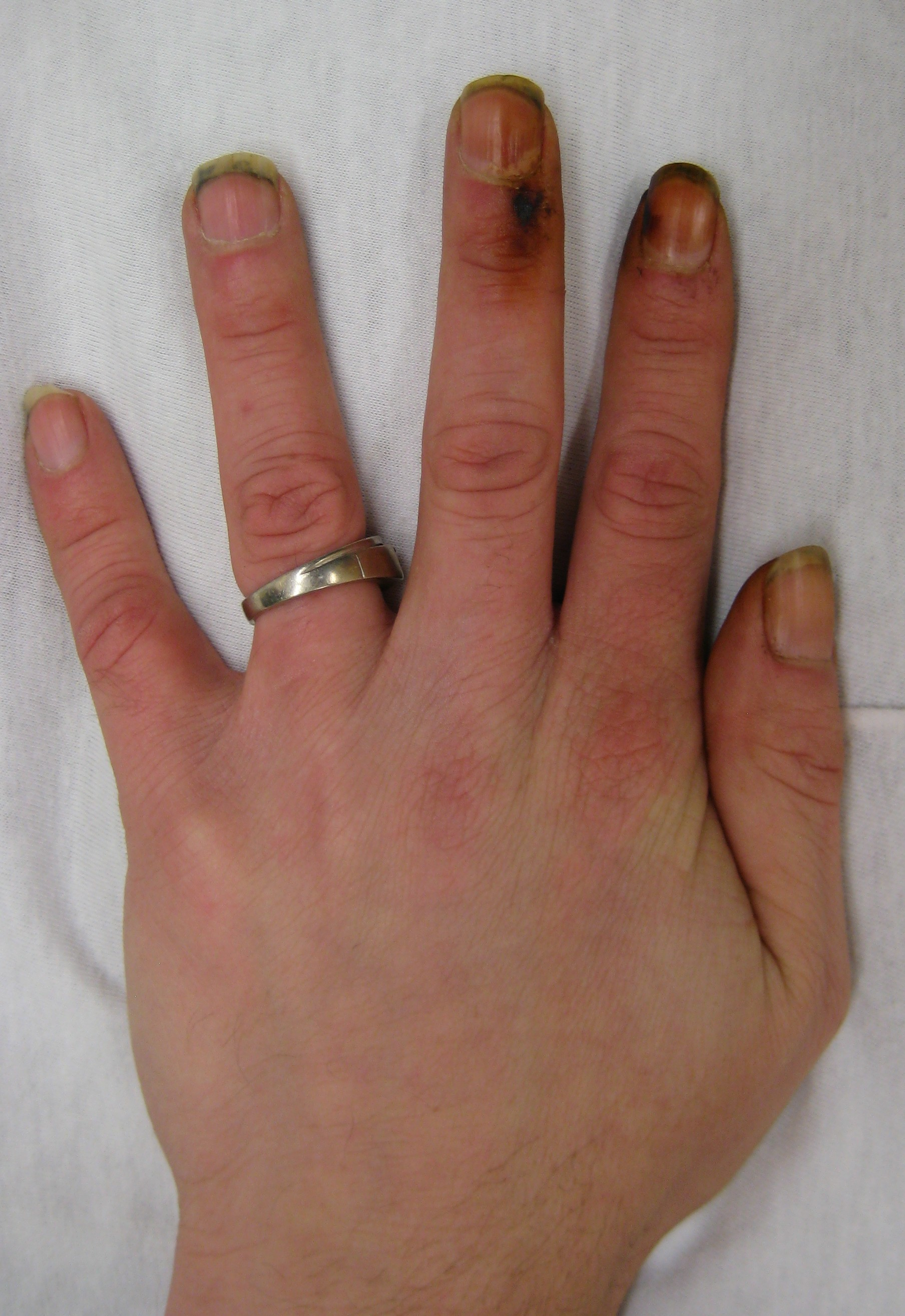
Тютюнові плями завзятих курців

Вдихання тютюнового диму викликає кілька миттєвих реакцій у серці та кровоносних судинах. Протягом однієї хвилини частота серцевих скорочень починає зростати, збільшуючись на 30 відсотків протягом перших 10 хвилин куріння.
Куріння також підвищує ймовірність серцевих захворювань, інсульту, атеросклерозу та захворювань периферичних судин. Окис вуглецю в тютюновому димі має негативний вплив, призводять до звуження кровоносних судин, зменшуючи здатність крові переносити кисень. Збільшується ймовірність серцевого нападу. Згідно з дослідженням міжнародної групи дослідників, у людей віком до 40 років у п'ять разів більше шансів отримати серцевий напад, якщо вони курці.
Відомо, що вплив тютюнового диму збільшує окислювальний стрес, включаючи виснаження плазмових антиоксидантів, таких як вітамін С.
Дослідження американських біологів показали, що сигаретний дим також впливає на процес поділу клітин серцевого м'яза і може змінювати форму серця.
Куріння тютюну також було пов'язане з хворобою Бюргера, гострим запаленням і тромбозом артерій і вен рук і ніг.
Незважаючи на те, що куріння сигарет підвищує ризик розвитку раку, ніж паління сигар, курці сигар все ще мають підвищений ризик багатьох проблем зі здоров'ям, включаючи рак, порівняно з некурцями.
Що стосується пасивного куріння, дослідження NIH вказує те, що коли велика кількість курців сигар разом, то для людини, яка не курить але знаходиться з ними у приміщенні (тобто пасивного куріння) є загроза в для здоров'я. Особливо, якщо вона регулярно працює в таких умовах».
Куріння також сприяє підвищенню рівня холестерину в крові. Крім того, співвідношення ліпопротеїнів високої щільності (також відомий як «хороший» холестерин) до ліпопротеїнів низької щільності, (також відомий як «поганий» холестерин) має тенденцію бути нижчим у курців порівняно з некурцями. Куріння також підвищує рівень фібриногену та збільшує виробництво тромбоцитів (обидва беруть участь у згортанні крові), що робить кров густішою та більш імовірною для згортання. Чадний газ зв'язується з гемоглобіном (компонентом, що переносить кисень в червоних кров'яних тільцях), утворюючи набагато стабільніший комплекс, ніж гемоглобін, зв'язаний з киснем або вуглекислим газом — результатом є постійна втрата функціональності клітин крові. Клітини крові природно переробляються через певний період часу, дозволяючи створювати нові функціональні еритроцити. Однак, якщо вплив чадного газу досягає певної точки, перш ніж вони можуть бути перероблені, виникає гіпоксія (і пізніше смерть). Усі ці фактори підвищують ризик розвитку різних форм артеріосклерозу (затвердіння артерій). У міру прогресування артеріосклерозу кров гірше тече через жорсткі та звужені кровоносні судини, що підвищує ймовірність утворення тромбозу (тромбу). Раптова закупорка кровоносної судини може призвести до інфаркту (інсульту або інфаркту). Однак варто також зазначити, що вплив куріння на серце може бути менш помітним. Ці стани можуть розвиватися поступово, враховуючи цикл одужання від паління (організм людини відновлюється між періодами куріння), і тому у курця можуть розвинутися менш значні розлади, такі як погіршення або збереження неприємних дерматологічних захворювань, наприклад екземи, через зниження кровопостачання. Куріння також підвищує тиск і послаблює кровоносні судини.

### Нирки
Окрім збільшення ризику раку нирок, куріння також може сприяти додатковому пошкодженню нирок. Курці мають значно більший ризик розвитку хронічної хвороби нирок, ніж некурці. Паління в анамнезі сприяє прогресуванню діабетичної нефропатії.

### Грип
Дослідження спалаху грипу (H1N1) в ізраїльській військовій частині за участю 336 здорових молодих чоловіків з метою визначення зв'язку куріння сигарет із клінічно вираженою захворюваністю на грип показало, що з 168 курців 68,5 відсотка хворіли на грип. з 47,2 % некурців. Грип також був більш важким у курців; 50,6 відсотка з них втратили робочі дні або потребували постільного режиму, або і те й інше, у порівнянні з 30,1 відсотком некурців.
Згідно з дослідженням 1900 курсантів-чоловіків після епідемії грипу А2 у Гонконзі у 1968 році у військовій академії Південної Кароліни, у порівнянні з некурцями, завзяті курці (понад 20 сигарет на день) мали на 21 % більше захворювань і на 20 % частіше дотримувалися постільного режиму, легкого курці (20 або менше сигарет на день) мали на 10 % більше хвороб і на 7 % більше постільного режиму.
Вплив куріння сигарет на епідемічний грип вивчали проспективно серед 1811 студентів коледжу. Клінічна захворюваність на грип серед тих, хто щодня викурював 21 і більше сигарет, була на 21 % вищою, ніж у некурців. Захворюваність на грип серед курців, які курять від 1 до 20 сигарет на день, була проміжною між некурцями та завзятими курцями сигарет.
Схоже, що куріння спричиняє вищий відносний ризик захворювання на грип у літніх людей, ніж у молодих. У проспективному дослідженні мешканців громади віком 60–90 років протягом 1993 року серед неімунізованих людей 23 % курців мали клінічну картину грипу порівняно з 6 % некурців.

### Рот

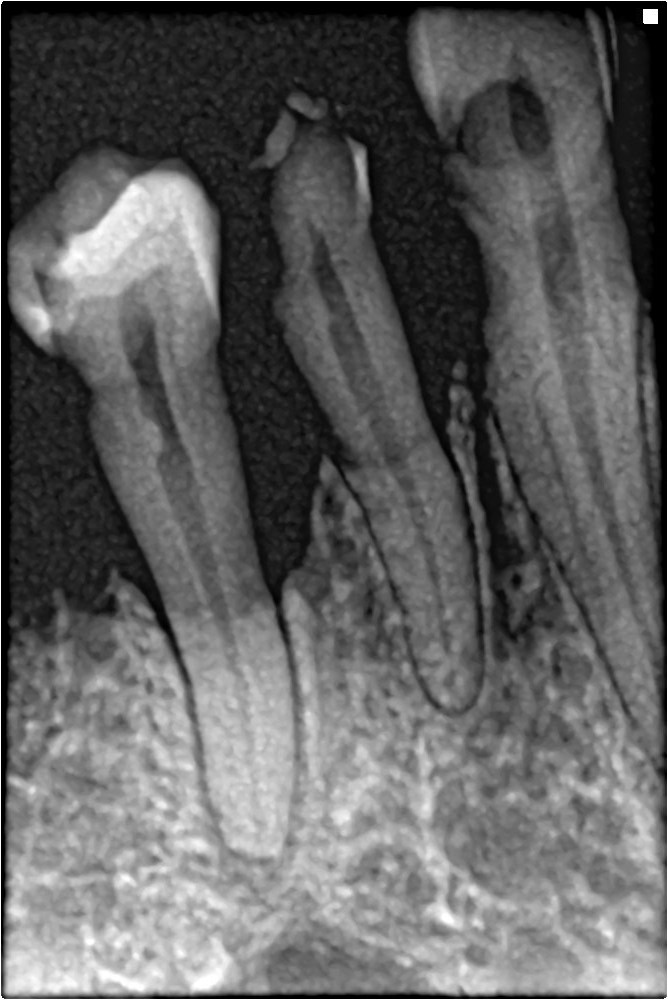
Рентгенографія зубів, яка показує втрату кісткової тканини у 32-річного завзятого курця

Можливо, найсерйознішим захворюванням ротової порожнини, яке може виникнути, є рак ротової порожнини. Однак куріння також підвищує ризик різних інших захворювань ротової порожнини, деякі з яких майже повністю виключені для споживачів тютюну. Національний інститут охорони здоров'я через Національний інститут раку встановив у 1998 році, що «куріння сигар спричиняє різні види раку, включаючи рак ротової порожнини (губи, язика, рота, горла), стравоходу, гортані та легенів». Куріння люльки пов'язане зі значними ризиками для здоров'я, особливо раком порожнини рота. Приблизно половина випадків пародонтиту або запалення навколо зубів пояснюється нинішнім або колишнім курінням. Бездимний тютюн викликає рецесію ясен і біле ураження слизової оболонки. До 90 % хворих на пародонтит, яким не допомагають звичайні методи лікування, є курцями. Курці мають значно більшу втрату кісткової тканини, ніж некурящі, і цю тенденцію можна поширити на курців трубки, які мають більшу втрату кісткової тканини, ніж некурящі.
Доведено, що куріння є важливим фактором фарбування зубів. Галітоз або неприємний запах з рота поширений серед курців тютюну. Було показано, що втрата зубів у 2 до 3 разів більша у курців, ніж у некурців. Крім того, ускладнення можуть включати лейкоплакію, прилиплі білі бляшки або плями на слизових оболонках ротової порожнини, включаючи язик.

### Інфекція
Куріння також пов'язане зі сприйнятливістю до інфекційних захворювань, особливо в легенях (пневмонія). Куріння більше 20 сигарет на день збільшує ризик захворювання на туберкульоз у два-чотири рази, а тютюнопалíння у чотири рази збільшує ризики інвазивних захворювань, викликаних патогенними бактеріями Streptococcus pneumoniae. Вважається, що куріння підвищує ризик цих та інших інфекцій легенів і дихальних шляхів як через структурні пошкодження, так і через вплив на імунну систему. Вплив на імунну систему включає збільшення вироблення клітин CD4+, яке можна віднести до нікотину, який попередньо пов'язують із підвищеною сприйнятливістю до ВІЛ. Куріння підвищує ризик розвитку саркоми Капоші у людей без ВІЛ. Одне дослідження виявило це лише серед чоловічого населення і не змогло зробити жодних висновків щодо жінок-учасниць дослідження.

### Імпотенція
Захворюваність на імпотенцію (труднощі з досягненням і підтриманням ерекції статевого члена) приблизно на 85 відсотків вища у чоловіків-курців порівняно з некурцями. Паління є основною причиною еректильної дисфункції (ЕД). Він викликає імпотенцію, оскільки сприяє звуженню артерій і пошкоджує клітини, що вистилають артерії всередині, що призводить до зменшення кровотоку в пенісі.

### Жіноче безпліддя
Куріння шкідливо для яєчників, потенційно спричиняючи жіноче безпліддя, і ступінь пошкодження залежить від кількості та тривалості куріння жінки. Нікотин та інші шкідливі хімічні речовини в сигаретах перешкоджають здатності організму виробляти естроген , гормон, який регулює фолікулогенез і овуляцію. Крім того, куріння перешкоджає фолікулогенезу, транспорту ембріона, сприйнятливості ендометрія, ангіогенезу ендометрія, кровотоку в матці та міометрію матки. Деякі пошкодження незворотні, але припинення куріння може запобігти подальшому пошкодженню. Курці на 60 % частіше страждають від безпліддя, ніж некурці. Паління знижує шанси на народження живих дітей за допомогою екстракорпорального запліднення (ЕКЗ) на 34 % і збільшує ризик викидня під час ЕКЗ на 30 %.

### Психологічний
Академічний журнал Американський психолог зазначив: «Курці часто повідомляють, що сигарети допомагають зняти почуття стресу. Однак рівень стресу дорослих курців дещо вищий, ніж у некурців. Нікотинова залежність не діє як допоміжний засіб для контролю настрою, але, здається, посилює стрес. Це підтверджується щоденними моделями настрою, описаними курцями, з нормальним настроєм під час куріння та погіршенням настрою між сигаретами. Таким чином, очевидний релаксант ефект куріння лише відображає зворотне напруження та дратівливість, які розвиваються під час виснаження нікотину. Залежним курцям потрібен нікотин, щоб почуватися нормально».

#### Негайні ефекти
Користувачі повідомляють про почуття розслабленості, спокою та жвавості. Ті, хто тільки почав курити, можуть відчувати нудоту, запаморочення, підвищення артеріального тиску, звуження артерій і прискорене серцебиття.

#### Стрес
Курці повідомляють про вищий рівень щоденного стресу. Кілька досліджень спостерігали за відчуттям стресу з часом і виявили зниження стресу після припинення куріння.
Шкідливий вплив на настрій щоденних симптомів відміни нікотину між сигаретами пояснює, чому люди, які палять, відчувають більше щоденного стресу, ніж некурящі, і стають менш стресовими, коли кидають палити. Скасування депривації також пояснює велику частину даних про збудження, при цьому депривовані курці менш пильні, ніж недепривовані курці чи некурці.

#### Соціально-поведінковий
Медики встановили, що куріння є провісником розлучення. Курці мають на 53 % більше шансів на розлучення, ніж ті, що не курять.

#### Когнітивна функція
Вживання тютюну також може викликати когнітивну дисфункцію. Існує підвищений ризик хвороби Альцгеймера (ХА). Дослідники, які не мають впливу тютюнового лобі, прийшли до абсолютно протилежного висновку: курці майже вдвічі частіше хворіють на хворобу Альцгеймера, ніж некурящі.
Встановлено, що куріння сприяє деменції та зниженню когнітивних здібностей. Також може викликати зниженню пам'яті та когнітивних здібностей у підлітків і зменшенню мозку (церебральній атрофії).
Колишні та нинішні курці мають нижчу захворюваність на хворобу Паркінсона порівняно з людьми, які ніколи не курили.
Багато в чому нікотин діє на нервову систему подібно до кофеїну. Деякі праці стверджують, що куріння також може підвищити розумову концентрацію ; одне дослідження підтверджує значно кращі показники стандартного тесту Advanced Raven Progressive Matrices після куріння..
Більшість курців, коли вони позбавлені доступу до нікотину, виявляють симптоми абстиненції, такі як дратівливість, нервозність, сухість у роті та прискорене серцебиття. Ці симптоми виникають дуже швидко, період напіврозпаду нікотину становить лише дві години. Психологічна залежність може тривати місяцями або навіть роками. На відміну від деяких рекреаційних наркотиків, нікотин помітно не змінює моторику, судження або мовні здібності курця під впливом наркотику. Було показано, що відмова від нікотину викликає клінічно значущий дистрес.
Дуже великий відсоток хворих на шизофренію, що курять, вважають, що тютюн їм допомагає у лікування. Високий рівень куріння психічно хворими тютюну є основним фактором зменшення тривалості їх життя, яка приблизно на 25 років коротша, ніж серед населення в цілому. Після спостереження, що куріння покращує стан людей із шизофренією, зокрема дефіцит робочої пам'яті, нікотинові пластирі були запропоновані як спосіб лікування шизофренії. Деякі дослідження показують, що існує зв'язок між курінням і психічними захворюваннями, посилаючись на високу поширеність куріння серед хворих на шизофренію і ймовірність того, що куріння може полегшити деякі симптоми психічних захворювань, але вони не були переконливими. У 2015 році метааналіз показав, що курці мають більший ризик розвитку психотичних захворювань.
Недавні дослідження намагаються вивчити взаємозв'язок залежності та тривоги у курців. Депресивні курці відчувають більше симптомів абстиненції після припинення куріння. Регулярне паління в анамнезі спостерігалося частіше серед осіб, які пережили великий депресивний розлад у якийсь період свого життя, ніж серед осіб, які ніколи не переживали важкої депресії, або серед осіб без психіатричного діагнозу. Люди з тяжкою депресією також мають набагато меншу ймовірність кинути палити.

### Вагітність та жіночі хвороби
Вживання тютюну є суттєвим фактором викиднів серед вагітних курців. Також воно сприяє низці інших загроз для здоров'я плоду; низька вага при народженні, ризик дефектів нервової трубки та передчасні пологи.
Існують деякі докази зниження частоти ендометріозу у безплідних жінок, які палять, хоча інші дослідження показали, що куріння підвищує ризик у безплідних жінок. Доказів захисного ефекту у фертильних жінок мало або взагалі немає. Деякі попередні дані 1996 року свідчать про зниження частоти міоми матки, але в цілому докази непереконливі.

### Взаємодія з ліками
Відомо, що куріння підвищує рівень печінкових ферментів, які розщеплюють ліки та токсини. Це означає, що ліки, які очищаються цими ферментами, виводяться швидше у курців, що може призвести до того, що препарати не будуть діяти. Зокрема, індукуються рівні CYP1A2 і CYP2A6.

### Інша шкода

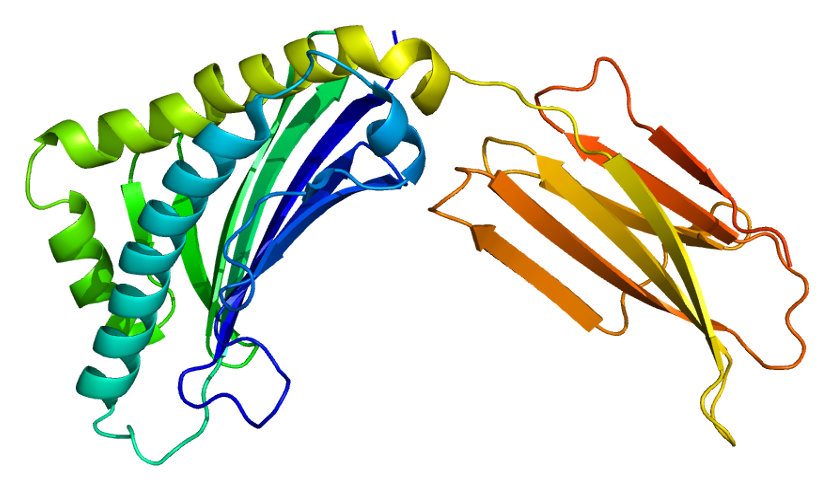
Білок AZGP1

Дослідження показують, що куріння знижує апетит. Куріння також знижує вагу через надмірну експресію гена AZGP1, який стимулює ліполіз. Але не має доказів, що людям з надмірною вагою треба палити або що куріння покращить їхнє здоров'я.
Куріння спричиняє приблизно 10 % глобальних смертей від пожеж. Дослідження у США у 1990–95 роках показало, що курці частіше вмирають через смерть, пов'язану із травмами, та мають підвищений ризик загибелі в автокатастрофі.
Куріння підвищує ризик появи симптомів, пов'язаних із хворобою Крона (дозозалежний ефект при вживанні більше 15 сигарет на день).
У курців збільшується ризик розвитку раку легенів через вплив азбесту вдвічі вищий для курців, ніж для некурців.
Також виявлено, що жінки, які палять, мають значно підвищений ризик розвитку аневризми черевної аорти, стану, при якому слабка ділянка черевної аорти розширюється або випинається, і є найпоширенішою формою аневризми аорти.
Куріння підвищує ризик переломів кісток, особливо переломів стегна. Це також призводить до уповільнення загоєння ран після операції та збільшення частоти післяопераційних ускладнень.
Курці тютюну на 30-40 % частіше хворіють на цукровий діабет 2 типу, ніж некурящі, і ризик зростає зі збільшенням кількості викурених сигарет. Крім того, курці з діабетом мають гірші результати, ніж ті, хто не курить.

### Заявлені переваги
З огляду на надзвичайно негативний вплив куріння на здоров'я, деякі обсерваційні дослідження свідчать про те, що куріння може мати специфічні позитивні наслідки, зокрема у сфері серцево-судинних захворювань. Інтерес до цього епідеміологічного явища також викликав COVID-19. Систематичний огляд звітів, які стверджували, що курці краще реагують на лікування ішемічного інсульту, не підтвердив таких тверджень.
Твердження про дивовижні переваги куріння, засновані на даних спостережень, також були зроблені для хвороби Паркінсона, а також ряду інших захворювань, включаючи базально-клітинну карциному, злоякісну меланому, гостру гірську хворобу, пемфігус, целіакія та виразковий коліт серед інших.

### При хворобі Паркінсона
У випадку хвороби Паркінсона серія обсерваційних досліджень, які послідовно свідчать про можливе значне зниження ризику серед курців (та інших споживачів тютюнових виробів), викликала тривалий інтерес серед епідеміологів. Небіологічні фактори, які можуть сприяти таким спостереженням, включають зворотний зв'язок (через продромальні симптоми хвороби Паркінсона можуть спонукати деяких курців кинути палити до встановлення діагнозу) та особистісні міркування (люди, схильні до хвороби Паркінсона, як правило, відносно уникають ризику та можуть бути менша ймовірність наявності історії куріння). Можливе існування біологічного ефекту підтверджується декількома дослідженнями, які включали низькі рівні впливу нікотину без активного куріння. Гіпотеза, заснована на даних, про те, що тривалий прийом дуже низьких доз нікотину (наприклад, у звичайній дієті) може забезпечити певний ступінь неврологічного захисту від хвороби Паркінсона, залишається відкритою як потенційна профілактична стратегія.

## Механізм

### Хімічні канцерогени
Дим або будь-яка частково спалена органічна речовина містить канцерогени (агенти, що викликають рак). Потенційні наслідки куріння, такі як рак легенів, можуть проявитися через 20 років. Історично жінки почали масово палити пізніше, ніж чоловіки, тому підвищений рівень смертності, спричинений курінням серед жінок, з'явився лише пізніше. Рівень смертності від раку легенів у чоловіків знизився в 1975 році — приблизно через 20 років після початкового зниження споживання сигарет серед чоловіків. Зменшення споживання серед жінок також почалося в 1975 році, але до 1991 року це не проявилося у зниженні смертності серед жінок, пов'язаної з раком легенів.
Дим містить кілька канцерогенних продуктів піролізу, які зв'язуються з ДНК і викликають генетичні мутації. Особливо потужними канцерогенами є поліциклічні ароматичні вуглеводні (ПАВ), які отруєні мутагенними епоксидами. Першим ПАВ, який було ідентифіковано як канцероген у тютюновому димі, був бензопірен, який, як було показано, токсично перетворюється на епоксид, який незворотньо приєднується до ядерної ДНК клітини, що може або вбити клітину, або спричинити генетичну мутацію. Якщо мутація пригнічує запрограмовану клітинну смерть, клітина може вижити і стати раковою клітиною. Подібним чином акролеїн, який міститься у великій кількості в тютюновому димі, також необоротно зв'язується з ДНК, викликає мутації, а отже, й рак. Однак йому не потрібна активація, щоб стати канцерогенним.
У сигаретному димі є понад 19 відомих канцерогенів. Нижче перераховані деякі з найсильніших канцерогенів:
- ядерної ДНК, що може або вбити клітину, або спричинити генетичну мутацію. ДНК містить інформацію про те, як функціонує клітина; на практиці містить рецепти синтезу білка. Якщо мутація пригнічує запрограмовану смерть клітини, клітина може вижити і стати раковою клітиною, яка не функціонує як звичайна клітина. Канцерогенність є радіоміметичною, тобто подібною до тієї, яку викликає іонізуюче ядерне випромінювання. Виробники тютюну експериментували з технологією випаровування без горіння, щоб дозволити споживати сигарети без утворення канцерогенних бензопіренів.[174] Незважаючи на те, що такі продукти стають все більш популярними, вони все ще становлять дуже невелику частку ринку, і немає жодних переконливих доказів, які підтверджують або спростовують позитивні твердження щодо здоров'я.
- Акролеїн є продуктом піролізу, який міститься в сигаретному димі. Це надає диму їдкий запах і подразнювальну дію, що викликає сльозотечу, і є головним фактором його канцерогенності. Подібно до метаболітів ПАВ, акролеїн також є електрофільним алкілуючим агентом і постійно зв'язується з основою ДНК гуаніном шляхом приєднання кон'югату з подальшою циклізацією в геміамінал. Акролеїн-гуаніновий аддукт індукує мутації під час копіювання ДНК і, таким чином, викликає рак, подібно до ПАВ. Однак акролеїну в сигаретному димі в 1000 разів більше, ніж ПАВ, і він здатний реагувати без метаболічної активації. Доведено, що акролеїн є мутагеном і канцерогеном у клітинах людини. Канцерогенність акролеїну було важко вивчити експериментами на тваринах, оскільки він має таку токсичність, що вбиває тварин до того, як у них захворіє рак.[172] Як правило, сполуки, здатні реагувати шляхом кон'югованого приєднання як електрофіли (так звані акцептори Міхаеля за реакцією Міхаеля), є токсичними та канцерогенними, оскільки вони можуть постійно алкілувати ДНК, подібно до іприту чи афлатоксину. Акролеїн є лише одним із них, присутніх у сигаретному димі; наприклад, у сигаретному димі виявлено кротоновий альдегід.[175] Акцептори Міхаеля також сприяють хронічному запаленню при захворюваннях, викликаних курінням.[176]
- Нітрозаміни — це група канцерогенних сполук, які містяться в сигаретному димі, але не в невисушеному листі тютюну. Нітрозаміни утворюються на листках димової сушки тютюну під час процесу сушіння через хімічну реакцію між нікотином та іншими сполуками, що містяться в несушених листках, і різними оксидами азоту, які містяться в усіх газах, що утворюються при згорянні. Було показано, що перехід на непряме затвердіння вогнем знижує рівень нітрозаміну до рівня менш ніж 0,1 частини на мільйон.[177][178]

Побічний тютюновий дим або основний дим, що видихається, особливо шкідливий. Оскільки видихуваний дим існує при нижчих температурах, ніж вдихуваний дим, хімічні сполуки зазнають змін, що може призвести до того, що вони стануть більш небезпечними. Крім того, дим зазнає змін у міру старіння, що спричиняє перетворення сполуки NO у більш токсичний NO2. Крім того, випаровування призводить до того, що частинки диму стають меншими, і, отже, легше проникають глибоко в легені будь-кого, хто пізніше дихає повітрям.

### Радіоактивні канцерогени
Окрім хімічних нерадіоактивних канцерогенів, жувальний тютюн і тютюновий дим містять невеликі кількості свинцю-210 (210 Pb) і полонію-210 (210 Po), обидва з яких є радіоактивними канцерогенами. Наявність полонію-210 у сигаретному димі було експериментально виміряно на рівнях 0,0263–0,036 пКі (0,97–1,33 мБк), що еквівалентно приблизно 0,1 пКі на міліграм диму (4 мБк/мг).); або приблизно 0,81 pCi свинцю-210 на грам сухого конденсованого диму (30 Бк/кг).
Дослідження, проведене радіохіміком NCAR Едом Мартеллом, показало, що радіоактивні сполуки в сигаретному димі осідають у «гарячих точках», де розгалужуються бронхіальні трубки, що смола з сигаретного диму стійка до розчинення в легеневій рідині та що радіоактивні сполуки мають багато часу для радіоактивного впливу. гниють, перш ніж очищатися природними процесами. У приміщенні ці радіоактивні сполуки можуть залишатися у пасивному курінні, і більший вплив буде відбуватися, коли ці радіоактивні сполуки вдихаються під час нормального дихання, яке є глибшим і довшим, ніж під час вдихання сигарет. Пошкодження захисної епітеліальної тканини внаслідок куріння лише збільшує тривале утримання нерозчинних сполук полонію-210, що утворюються під час спалювання тютюну. Мартелл підрахував, що канцерогенна доза радіації в 80-100 рад потрапляє в легеневу тканину більшості курців, які помирають від раку легенів.
Викурювання в середньому 1,5 пачки на день дає дозу опромінення 60-160 мЗв /рік порівняно з проживанням поблизу атомної електростанції (0,0001 мЗв/рік) або 3,0 мЗв /рік середня доза для американців. Деякі мінеральні апатити у Флориді, які використовуються для виробництва фосфату для посівів тютюну в США, містять уран, радій, свинець-210 і полоній-210 і радон. Радіоактивний дим від удобреного таким чином тютюну осідає в легенях і виділяє радіацію, навіть якщо курець кидає палити. Поєднання канцерогенних смол і радіації в такому чутливому органі, як легені, підвищує ризик раку.
Навпаки, в огляді канцерогенів тютюнового диму 1999 року, опублікованому в журналі Національного інституту раку, стверджується, що «рівень полонію-210 у тютюновому димі не вважається настільки високим, щоб істотно впливати на рак легенів у курців». У 2011 році Хехт також заявив, що «рівень 210Po в сигаретному димі, ймовірно, занадто низький, щоб бути залученим до індукції раку легенів».

### Окислення і запалення
Вільні радикали та прооксиданти в сигаретах пошкоджують кровоносні судини та окислюють холестерин ЛПНЩ. Лише окислений холестерин ЛПНЩ поглинається макрофагами, які стають пінистими клітинами, що призводить до атеросклеротичних бляшок. Сигаретний дим збільшує прозапальні цитокіни в крові, викликаючи атеросклероз. Прооксидантний стан також призводить до ендотеліальної дисфункції, що є ще однією важливою причиною атеросклерозу.

### Нікотин

Молекула нікотину

Нікотин, який міститься в сигаретах та інших тютюнових виробах, є стимулятором і є одним з основних факторів, що призводять до продовження куріння. Нікотин є психоактивною речовиною, яка викликає сильну залежність. Під час куріння тютюну більша частина нікотину піддається піролізу; залишається доза, достатня, щоб викликати легку соматичну залежність і від легкої до сильної психологічної залежності. Кількість нікотину, що поглинається організмом під час паління, залежить від багатьох факторів, включаючи тип тютюну, чи вдихається дим і чи використовується фільтр. Існує також утворення гарману (інгібітора МАО) з ацетальдегіду в сигаретному димі, який, здається, відіграє важливу роль у нікотиновій залежності, ймовірно, сприяючи вивільненню дофаміну в прилеглому ядрі у відповідь на нікотинові стимули. Згідно з дослідженнями Хеннінгфілда та Беновіца, нікотин викликає більшу залежність, ніж марихуана, кофеїн, алкоголь, кокаїн і героїн, якщо розглядати як соматичну, так і психологічну залежність. Однак через сильніші ефекти відміни від алкоголю, кокаїну та героїну нікотин може мати менший потенціал для соматичної залежності, ніж ці речовини. Близько половини канадців, які зараз курять, намагалися кинути палити. Професор охорони здоров'я університету Макгілла Дженніфер О'Локлін заявила, що нікотинова залежність може виникнути вже через п'ять місяців після початку куріння.
Поглинання сполуки шляхом куріння є одним із найшвидших і ефективних методів введення її в кров, поступаючись лише ін'єкціям, що забезпечує швидкий зворотний зв'язок, який підтримує здатність курців титрувати дозу. В середньому потрібно близько десяти секунд, щоб речовина досягла мозку. Завдяки ефективності цієї системи доставки багато курців відчувають, ніби не можуть кинути палити. Більшість із тих, хто намагається кинути палити й протягом трьох місяців не піддається нікотину, може залишатися вільною від куріння до кінця свого життя.  Існує ймовірність депресії у тих, хто намагається припинити вживання, як і в разі інших психоактивних речовин. Депресія також поширена серед курців-підлітків; Підлітки, які палять, мають у чотири рази більше шансів на розвиток симптомів депресії, ніж їхні некурящі однолітки.
Незважаючи на те, що нікотин відіграє певну роль у гострих епізодах деяких захворювань (включаючи інсульт, імпотенцію та серцеві захворювання), стимулюючи вивільнення адреналіну, що підвищує артеріальний тиск, частоту серцевих скорочень і дихання, а також вільні жирні кислоти, найбільш серйозні довгострокові наслідки більшою мірою є результатом продуктів процесу тліючого горіння. Це призвело до розробки різноманітних систем доставки нікотину, таких як нікотиновий пластир або нікотинова гумка, які можуть задовольнити потяг, що викликає звикання, доставляючи нікотин без шкідливих побічних продуктів горіння.

## Форми куріння

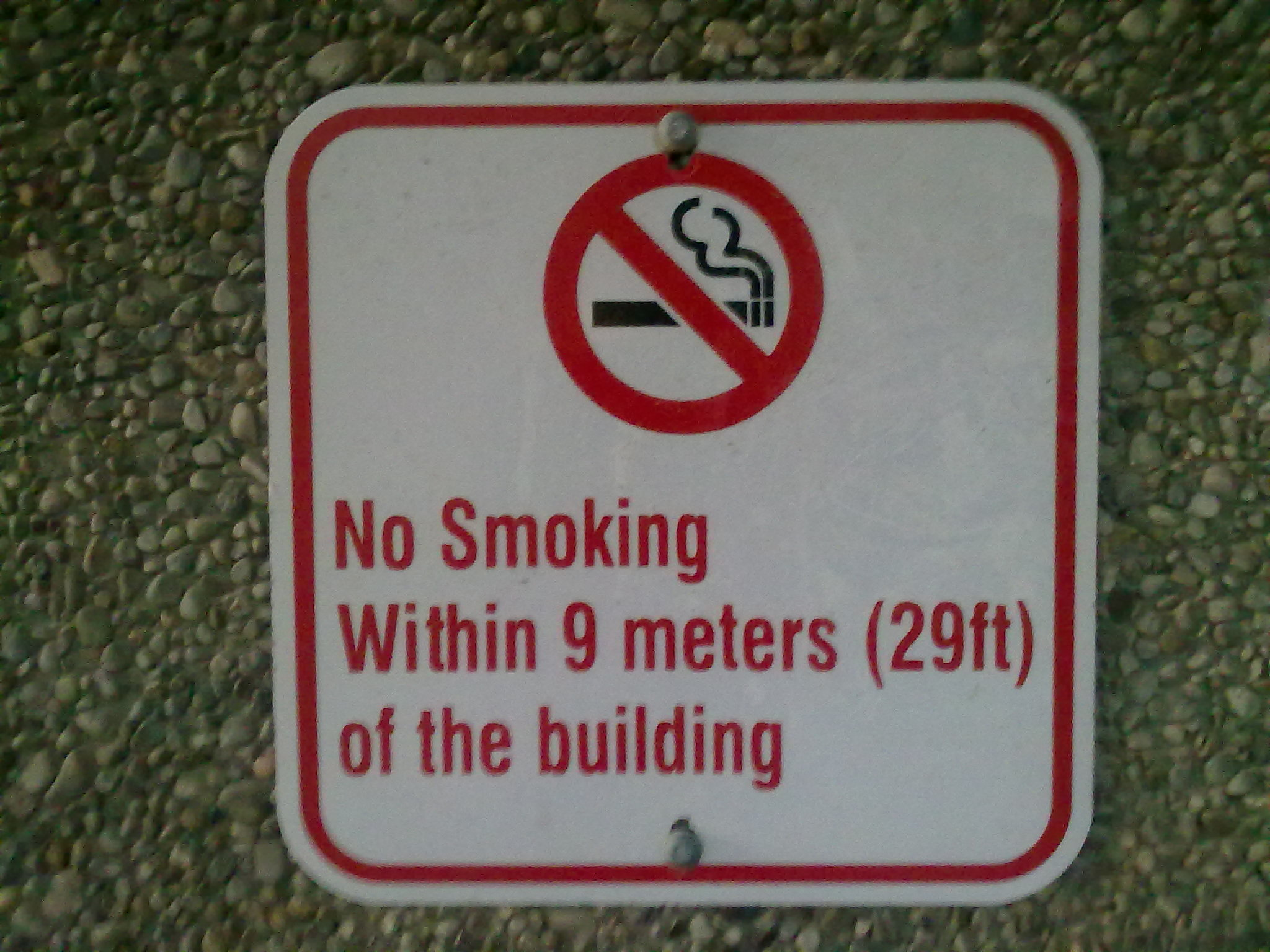
Знак уникання пасивного куріння в Йоркському університеті, Торонто, Онтаріо, Канада

### Пасивне куріння
Пасивне куріння — мимовільне вдихання вторинного тютюнового диму, від палаючого кінця сигарети, люльки або сигари та диму, що видихається з легенів курців. Тютюновий дим залишається в повітрі через кілька годин після того, як сигарети були погашені, і може спричинити широкий спектр несприятливих наслідків для здоров'я, включаючи рак, респіраторні інфекції та астму.
Дослідження показали, що пасивне куріння шкідливо впливає на серцево-судинну систему та пов'язане з поширеною серцевою недостатністю серед некурців. Вважається, що некурці, які піддаються впливу пасивного диму вдома чи на роботі, згідно з різними статистичними дослідженнями, підвищують ризик серцевих захворювань на 25–30 % і ризик раку легенів на 20–30 %. За оцінками, пасивне куріння є причиною 38 000 смертей на рік, з яких 3400 смертей від раку легенів у некурців.
Вважається, що навіть коротке пасивне куріння спричиняє те, що тромбоцити стають більш липкими, пошкоджує оболонку кровоносних судин, зменшує резерви швидкості коронарного кровотоку та зменшує варіабельність серцевого ритму, потенційно збільшуючи смертність від серцевих нападів.

### Жувальний тютюн
Відомо, що жувальний тютюн викликає рак, особливо порожнини рота та горла. За даними Міжнародного агентства з дослідження раку, «деякі вчені в галузі охорони здоров'я припускають, що бездимний тютюн слід використовувати в програмах відмови від куріння, і роблять приховані чи явні заяви, що його використання частково зменшить вплив канцерогенів на курців і ризик раку. Однак ці твердження не підтверджуються наявними доказами». Використання перорального тютюну підвищує ризик розвитку лейкоплакії, передвісника раку порожнини рота.

### Сигари
Як і інші форми паління, куріння сигар становить значний ризик для здоров'я залежно від дозування: ризики більші для тих, хто вдихає більше сигар під час куріння, курить більше сигар або курить їх довше. Ризики для здоров'я такі ж, як і куріння сигарет, у зв'язку з нікотиновою залежністю, пародонтом, втратою зубів і багатьма типами раку, включаючи рак ротової порожнини, горла та стравоходу, рак легенів. Ризик смерті від будь-якої причини значно вищий для курців сигар, при цьому ризик особливо вищий для курців молодше 65 років. Підвищений ризик для тих, хто викурює 1–2 сигари на день, занадто малий, щоб бути статистично значущим, а ризики для здоров'я курців сигар, які викурюють менше, невідомі. Куріння сигар також підвищує ризик хронічного обструктивного захворювання легень (ХОЗЛ). 

### Кальяни

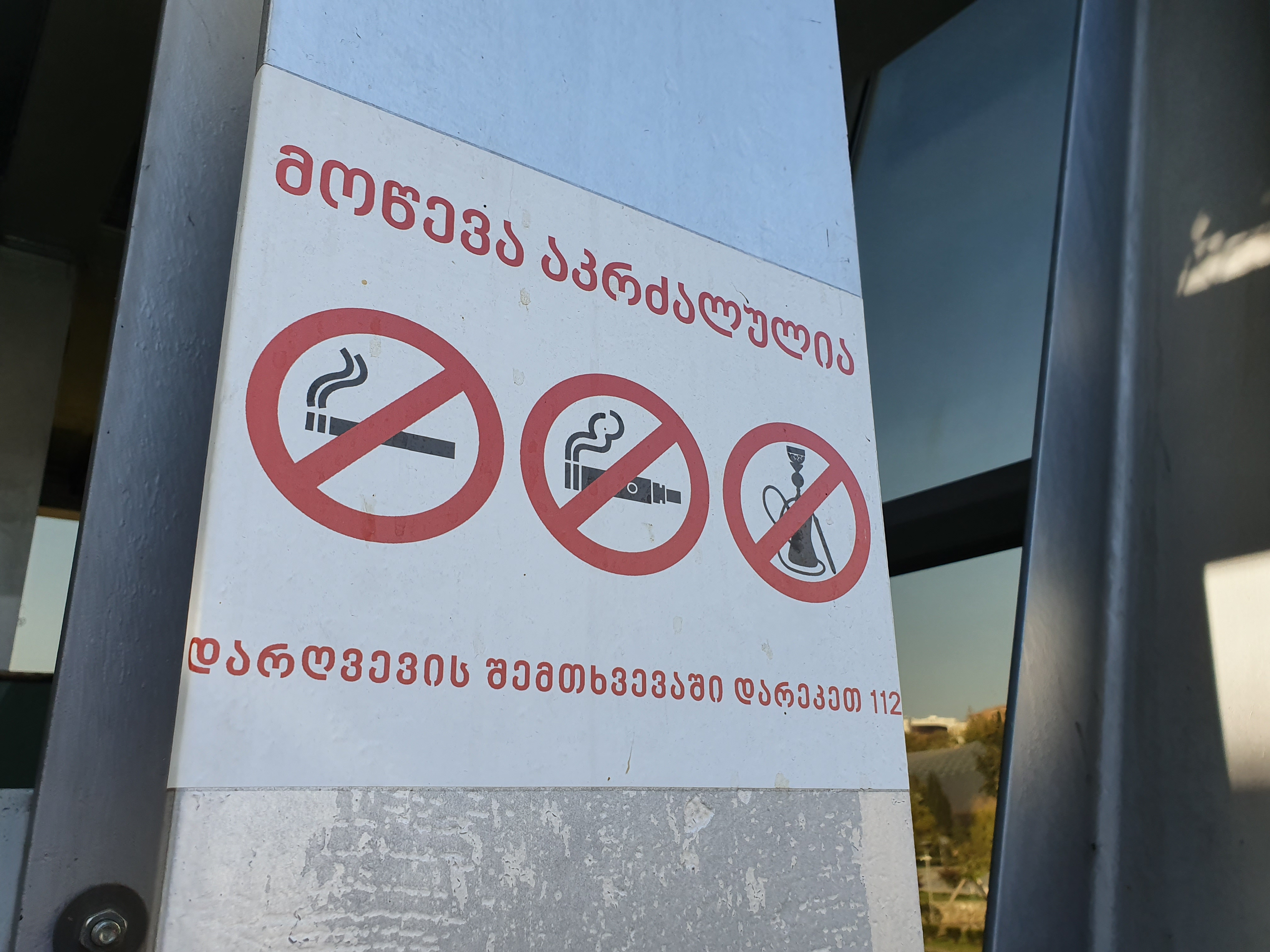
Знак, що забороняє використання сигарет, електронних сигарет і кальяну в Тбілісі, Грузія

Серед користувачів поширена думка, що дим кальяну значно менш небезпечний, ніж дим сигарет. Вологість води, створювана кальяном, робить дим менш дратівливим і може викликати помилкове відчуття безпеки та зменшити занепокоєння щодо справжнього впливу на здоров'я. Дослідження показали, що вживання кальяну може бути таким же шкідливим для здоров'я людини, як і куріння сигарет, і дослідження Всесвітньої організації охорони здоров'я також підтвердило ці висновки.
Кожен сеанс кальяну зазвичай триває більше 40 хвилин і складається з 50-200 інгаляцій, кожна з яких становить від 0,15 до 0,50 літра диму. За годину куріння кальяну користувачі споживають приблизно в 100—200 разів більше диму однієї сигарети; Дослідження, опубліковане в Journal of Periodontology, показало, що курці кальяну дещо частіше, ніж звичайні курці, виявляють ознаки захворювання ясень (у 5 разів вище, у порівнянні з 3,8 разів у курців). За даними USA Today, люди, які курили кальян, мали в п'ять разів більше ризику раку легенів, ніж некурці.
У 2008 році було опубліковано дослідження щодо куріння кальяну та раку в Пакистані. Його метою було «визначити рівень Раково-ембріонального антигену (СЕА) в сироватці крові у тих, хто курить тільки кальян від 1 до 4 разів на день у кількості до 120 г кальяну (тобто тютюновий еквівалент маси до 60 сигарет по 1 г кожна)». Рівні в курців кальяну були нижчими порівняно з курцями сигарет, хоча різниця не була настільки статистично значущою, як між курцем кальяну та некурцем. Крім того, дослідження прийшло до висновку, що інтенсивне паління кальяну (2–4 рази на день; 3–8 сеансів на день;від 2 до 6 годин) значно підвищує рівень CEA. Курці кальяну мали майже в 6 разів більше шансів захворіти на рак легенів, ніж здорові некурці.

### Тютюн для занурення
Тютюн для занурення, поміщається в рот, між щокою і яснами. Тютюн для занурення не потрібно жувати, щоб нікотин поглинувся. Довгострокові наслідки включають неприємний запах з рота, пожовклі зуби та підвищений ризик раку порожнини рота. Вважається, що люди, які вживають тютюн для занурення, менше ризикують захворіти на деякі види раку, ніж курці, але все ще мають більший ризик, ніж люди, які не вживають жодних тютюнових виробів. Бездимний тютюн пов'язують із раком порожнини рота, гіпертонією та хворобами серця. Вони також мають рівний ризик інших проблем зі здоров'ям, безпосередньо пов'язаних з нікотином, таких як підвищення рівня атеросклерозу.

## Профілактика

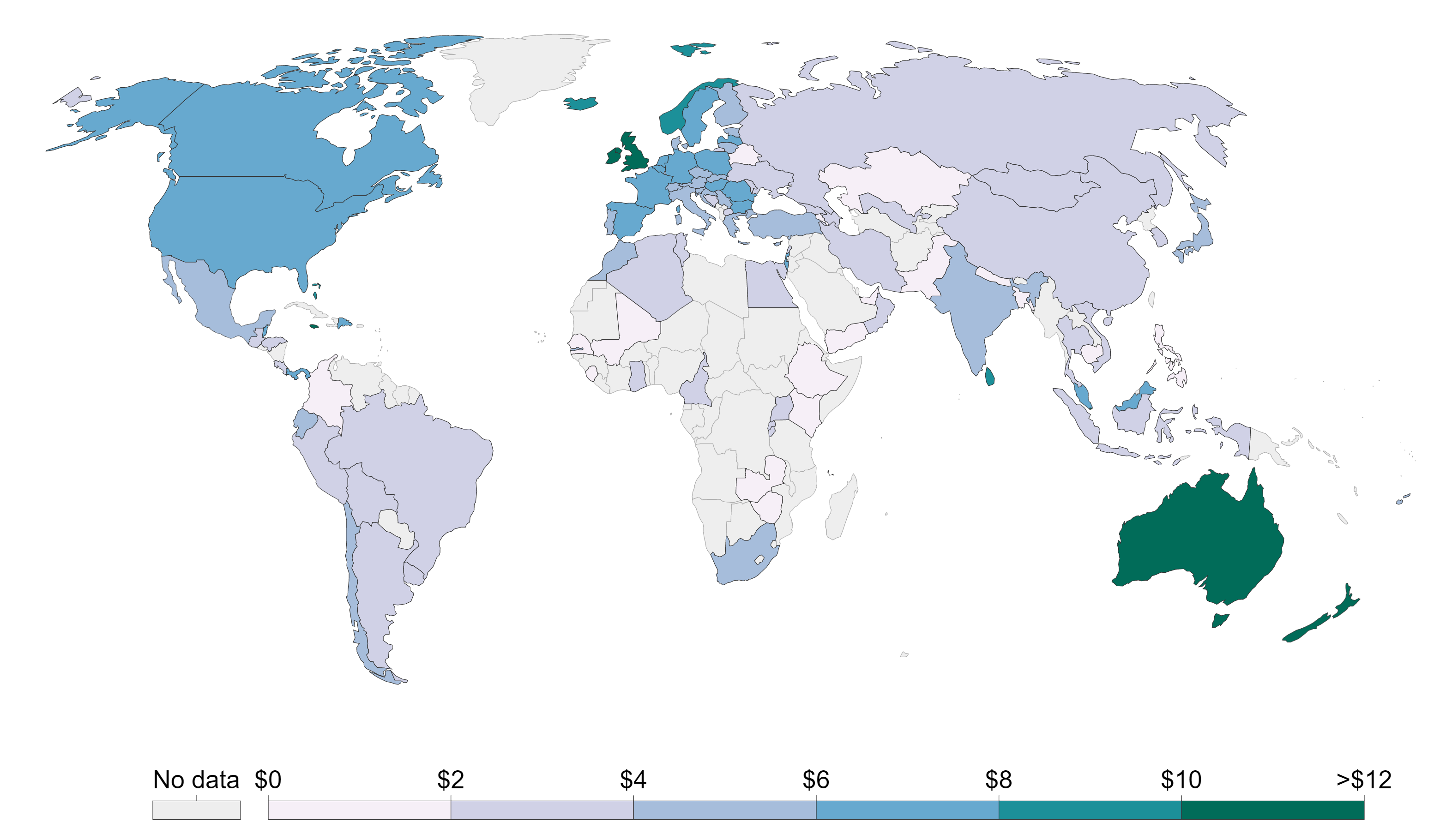
Середня ціна пачки з 20 сигарет.
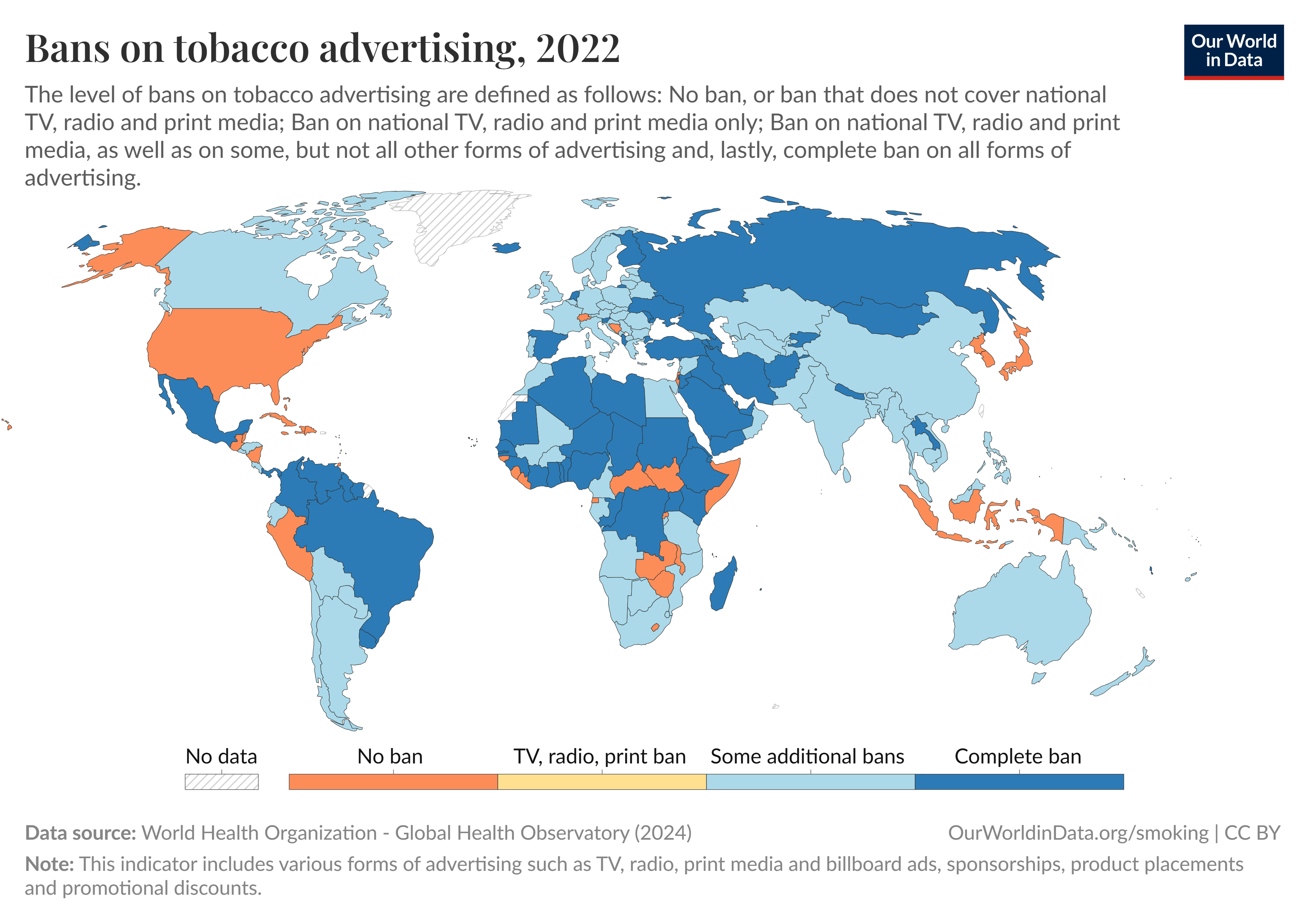
Заборона реклами тютюну, 2014
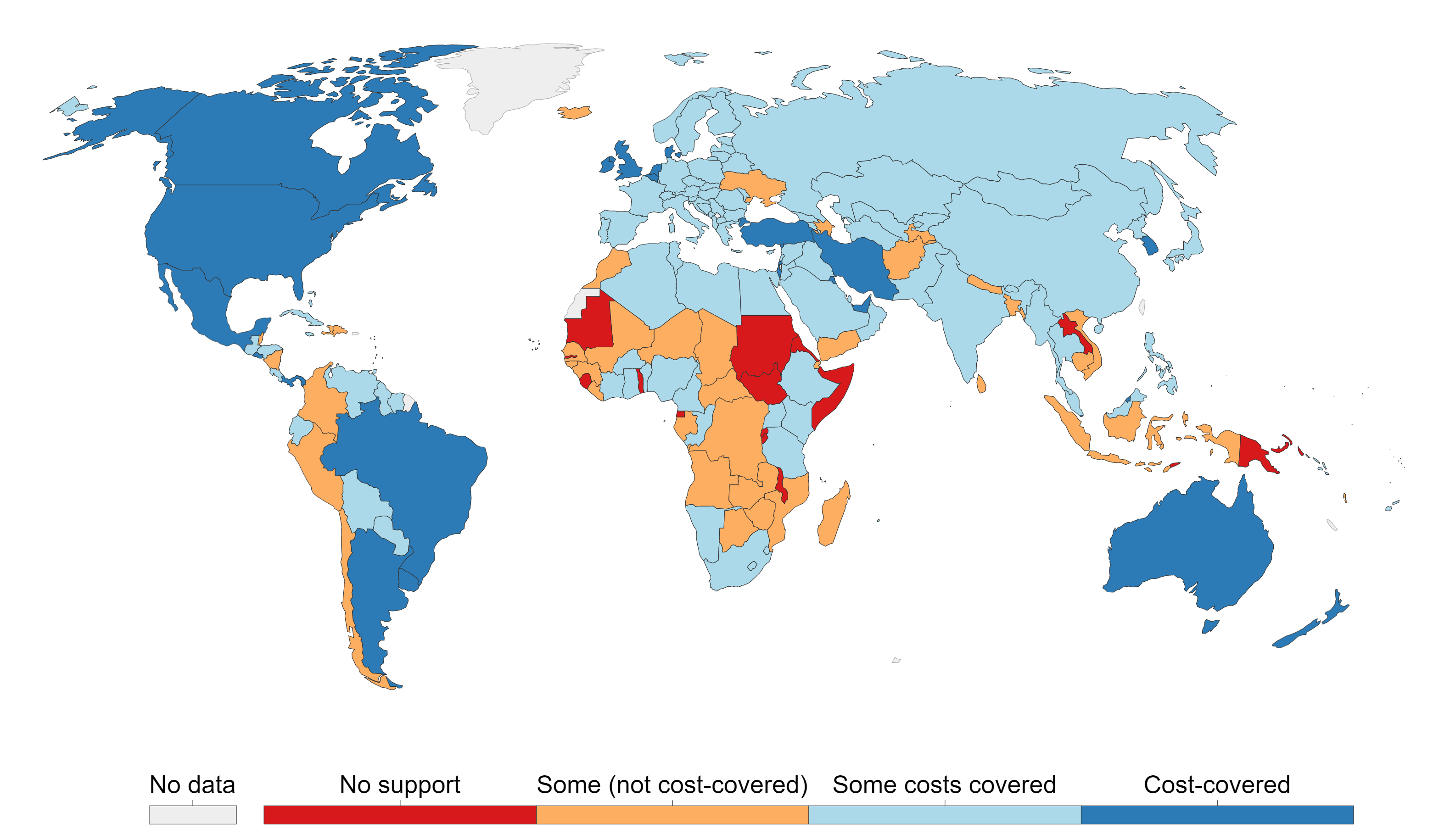
Підтримка у відмові від вживання тютюну, 2014

Навчання та консультування дітей та підлітків лікарями виявилися ефективними у зниженні вживання тютюну. Запобігання наслідкам споживання тютюну для здоров'я вимагає повної та остаточної відмови від куріння. Ніколи не пізно кинути палити, тому що ризики, пов'язані з курінням, частково оборотні, незалежно від інтенсивності споживання. Після оцінки рівня залежності за допомогою тесту Фагерстрема, відмова може бути досягнута за допомогою лікаря, телефонної консультаційної лінії, можливо, з використанням лік.
«Відмова від куріння знижує ризик багатьох несприятливих наслідків для здоров'я, включаючи погані результати репродуктивного здоров'я, серцево-судинні захворювання, хронічне обструктивне захворювання легень (ХОЗЛ) і рак. Відмова від куріння також корисна тим, у кого діагностовано захворювання серця та ХОЗЛ».
Збільшення глобального охоплення заходів MPOWER ВООЗ з 2007 року допомогло знизити глобальний рівень куріння тютюну з 22,7 % до 17,5 % у 2019 році. 4,4 мільярда людей у 98 країнах охоплено принаймні MPOWER із найвищим рівнем досягнення. У більшості країн неповнолітні забороняють купувати тютюнові вироби.

## Підлітки та тютюн
Поширення тютюнопаління серед молодших демографічних груп, головним чином у країнах, що розвиваються, можна пояснити декількома факторами. Тютюнова промисловість щорічно витрачає до 12,5 мільярдів доларів на рекламу, яка все більше орієнтується на підлітків у країнах, що розвиваються, оскільки вони є вразливою аудиторією для маркетингових кампаній. Підлітки важче розуміють довгострокові ризики для здоров'я, пов'язані з курінням, а також легше піддаються впливу «образів романтики, успіху, вишуканості, популярності та пригод, яких реклама передбачає, що вони могли б досягти, вживаючи сигарети». Цей зсув у маркетингу до підлітків і навіть дітей у тютюновій промисловості є виснажливим для організацій і країн, спрямованих на покращення здоров'я та смертності дітей у країнах, що розвиваються. Це скасовує або припиняє наслідки роботи, яка була зроблена для покращення охорони здоров'я в цих країнах, і хоча паління вважається «добровільним» ризиком для здоров'я, маркетинг тютюну для дуже вразливих підлітків у країнах, що розвиваються, робить його менш добровільна дія і більшою мірою неминуча зміна.
Станом на 2002 рік приблизно двадцять відсотків молодих підлітків (13–15 років) курили в усьому світі, причому від 80 000 до 100 000 дітей щодня вживають цю залежність, приблизно половина з яких живе в Азії. У 2020 році 38 мільйонів дітей (віком 13-15 років) вживали тютюн (13 мільйонів дівчат і 25 мільйонів хлопчиків).
Прогнозується, що половина тих, хто починає палити в підлітковому віці, продовжуватимуть палити протягом 15-20 років. Доведено, що чверть підлітків можуть стати залежними нікотину після викурювання лише трьох-чотирьох сигарет, а після викурювання п'яти пачок залежними стають майже 60 %.
Підлітки частіше вживають електронні сигарети, ніж сигарети. Близько 31 % підлітків, які користуються електронними сигаретами, почали палити протягом шести місяців, порівняно з 8 % серед некурців. Виробники не зобов'язані повідомляти про вміст електронних сигарет, і більшість підлітків або кажуть, що електронні сигарети містять лише ароматизатори, або не знають, що вони містять.

## Рівень розвитку суспільства та тютюн

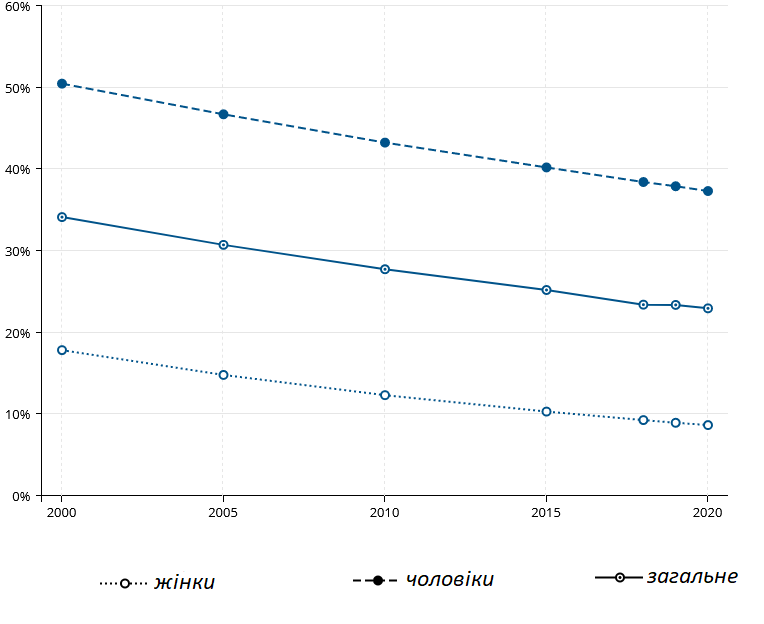
Поширеність вживання тютюну серед дорослих

У 2000 році палили 1,22 мільярда людей, за прогнозами, у 2010 році ця кількість зросте до 1,45 мільярда людей, а до 2025 року — від 1,5 до 1,9 мільярда. Якби поширеність зменшувалася на 2 % на рік, починаючи з 2000 року, ця цифра становила б 1,3 мільярда в 2010 і 2025 роках. Незважаючи на падіння на 0,4 відсотка з 2009 по 2010 рік, Сполучені Штати досі повідомляють про використання в середньому 17,9 відсотка.
ВООЗ стверджує, що «велика частина тягаря хвороб і передчасної смертності, пов'язаних із вживанням тютюну, непропорційно впливає на бідних». З 1,22 мільярда курців у 2002 році 1 мільярд жив в країнах, що розвиваються, або в країнах з перехідною економікою. У розвинутих країнах на той час рівень куріння вирівнявся або знизився, а у країнах, що розвиваються кількість курців зростала на 3,4 % на рік.
В Південно-східної Азії вживання тютюну приходиться на 29 % населення, у Європі 18 % жінок все ще вживають тютюн (це значно більше, ніж у будь-якому іншому регіоні).
У 2022 році понад 80 % із 1,3 мільярда споживачів тютюну у світі жили у країнах із низьким і середнім рівнем доходу. У 2020 році 22,3 % населення світу вживали тютюн, 36,7 % усіх чоловіків і 7,8% жінок світу.
Зараз всі країни намагаються досягти цільового показника скорочення на 30 %, а країни з низьким рівнем доходу наразі досягають найбільшого прогресу в боротьбі з тютюном. Країни з доходом вище середнього в середньому досягають найповільнішого прогресу в скороченні споживання тютюну. У більш ніж 80 % країн Європейського регіону спостерігається зниження споживання тютюну. В Україні за прогнозами ВООЗ зниження поширеності вживання тютюну до 2025 року очікується на 25,9 %.